# ملفن غريفز
البروفيسور ملفن فرانسيس غريفز (بالإنجليزية: Melvyn Francis "Mel" Greaves) ـ (ولد في 12 ديسمبر 1941) هو عالم بريطاني في مجال بيولوجيا السرطان، يعمل أستاذًا لبيولوجيا الخلية بمعهد أبحاث السرطان بلندن. من أبرز أعماله أبحاثه في ابيضاض الدم (اللوكيميا) عند الأطفال.
درس غريفز علمي الحيوان والمناعة، ثم حصل على درجة الدكتوراه من الكلية الجامعية بلندن سنة 1968. وفي منتصف سبعينيات القرن العشرين تحول اهتمامه البحثي إلى ابيضاض الدم. عمل غريفز في مختبرات صندوق أبحاث السرطان في لنكولن إن فيلدز (وهي تتبع حاليًا معهد فرانسيس كريك) حتى سنة 1984، ثم انتقل إلى معهد أبحاث السرطان بلندن، ليصير مديرًا لمركز البيولوجيا الخلوية والجزيئية التابع لصندوق أبحاث ابيضاض الدم بين عامي 1984 و2003.

## التكريم والجوائز
- عضوية شرفية بكلية الأطباء الملكية بلندن (1986).
- جائزة الملك فيصل العالمية في مجال الطب سنة 1408 هـ (1988 م)، مناصفة مع الأمريكية جانيت راولي.[3]
- عضو بأكاديمية العلوم الطبية، بريطانيا (انتخب سنة 1999).
- الميدالية الذهبية من الجمعية البريطانية لأمراض الدم (1999).
- زميل بالجمعية الملكية (انتخب سنة 2003).